# Sonata per a piano núm. 18 en sol major, D 894 (Schubert)
La Sonata per a piano núm. 18 en sol major, D 894, Op. 78, és una obra per piano sol que Franz Schubert va completar l'octubre de 1826. És anomenada de vegades "Fantasie", un títol que l'editor Tobias Haslinger va donar al primer moviment de la sonata. Fou l'última de les sonates que es van publicar en vida de Schubert. Uns anys més tard, Robert Schumann va dir d'ella que de totes les sonates de Schubert era "la més perfecte en la forma i la concepció".
Una interpretació habitual de l'obra dura aproximadament 35 minuts.

## Moviments
La sonata consta de quatre moviments:
I. Molto moderato e cantabile
En sol major, en gran part, en la forma sonata
II. Andante
En re major, amb dos trios: el primer en si menor –el la tonalitatmenor relativa–, i el segon, en re menor, en la tonalitat menor paral·lela.
III. Menuetto: Allegro moderato - Trio
En la tonalitat de si menor.
Trio, en si major.
IV. Allegretto
En sol major

## Caràcter
El pianista anglès i especialista en l'obra de Schubert, Imogen Cooper, ha descrit la Sonata en sol major com a "una de les sonates plenament serenes que va escriure". Però afegeix que, naturalment, com sempre passa amb Schubert, apareixen passatges contrastants que esdevenen tempestuosos i una mica foscos; però l'humor global de l'obra és de pau i lluminositat, d'una manera similar al que s'observa en el Quartet de corda en sol major, escrit uns quants mesos abans. Cooper també comenta que "l'últim moviment té un enginy enorme, amb un o dos moments d'una gran indignació, com si un núvol de cop tapés el sol; però llavors el sol torna a sortir."
El tema inicial del tercer moviment és extraordinàriament similar al segon tema del primer moviment del Trio per a piano núm. 2 de Schubert, tant pel que fa al ritme com en la progressió melòdica.
Peter Pesic comenta una observació de Donald Francis Tovey sobre l'ús d'un "cercle de sextes" en el quart moviment d'aquesta sonata, en la seqüència sol → mi♭ → si = do♭ → sol = la♭♭.
Sviatoslav Richter ha declarat que, de Schubert, aquesta era la seva sonata favorita. És notable per la seva interpretació extremadament lenta del primer moviment, solemne, tocant la sonata en més de 45 minuts.
| I. Moderato                                                                              |
|                                                                                          |
|                                                                                          |
|                                                                                          |
| II. Andante                                                                              |
|                                                                                          |
|                                                                                          |
|                                                                                          |
| III. Menuetto                                                                            |
|                                                                                          |
|                                                                                          |
|                                                                                          |
| IV. Allegretto                                                                           |
|                                                                                          |
| Interpretació de Randolph Hokanson de la Sonata per a piano núm. 18 en sol major, D 894. |
|                                                                                          |